# Богемський маршалок

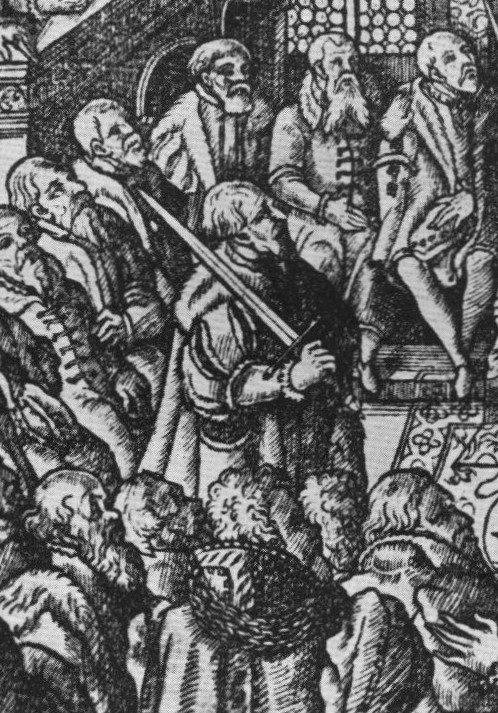
Маршалок із мечем святого Вацлава на засіданні Сейму в 1564 році у Празькому замку

Марша́лок (чеськ. český maršálek) — високопосадовець Богемського королівства у 1216—1913 роках. Третя за важливістю посада Богемії, 2-га посада в Моравському маркграфстві. У XIII — XV ст. — почесна придворна посада; з 1471 — співголова Богемського Сейму. Тривалий час контролювався домом Липських. Повна чеська назва — найвищий земський маршалок (чеськ. Nejvyšší zemský maršálek). Німецька назва — найвищий земський маршал (нім. Oberstlandmarschall).

## Назва
- Найвищий земський маршалок Королівства Чеського (чеськ. Nejvyšší zemský maršálek Království českého)
- Найвищий земський маршал Королівства Богемія (нім. Oberstlandmarschall Königreichs Böhmen)

## Маршалки
- 1414 — 1415: Гануш Липський
- 1863 — 1866: Карл фон Роткірх-Пантен